# Volkmar Kühn

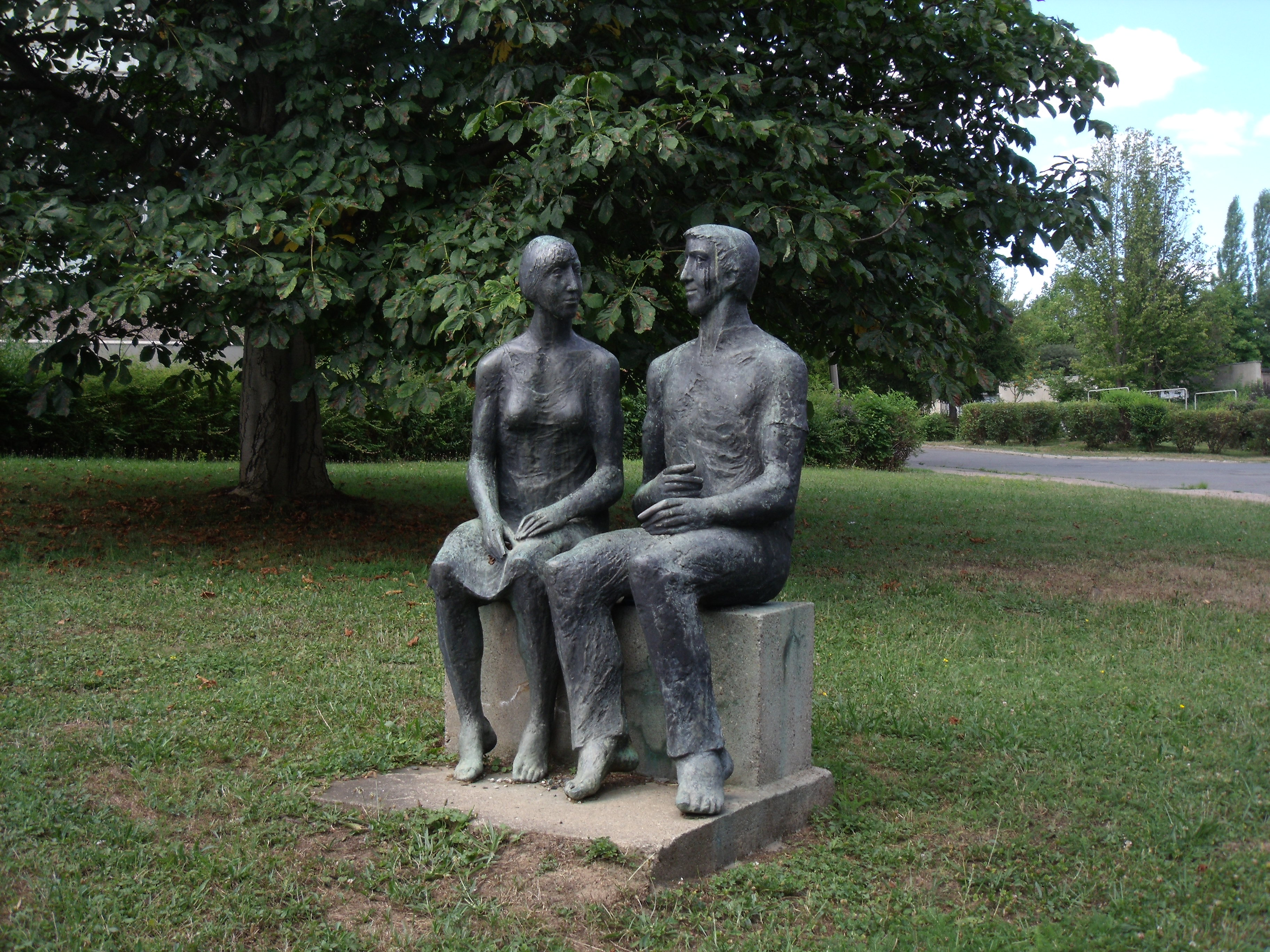
Sitzendes Paar (1971), Gera-Bieblach, Dr.-Theodor-Neubauer-Straße

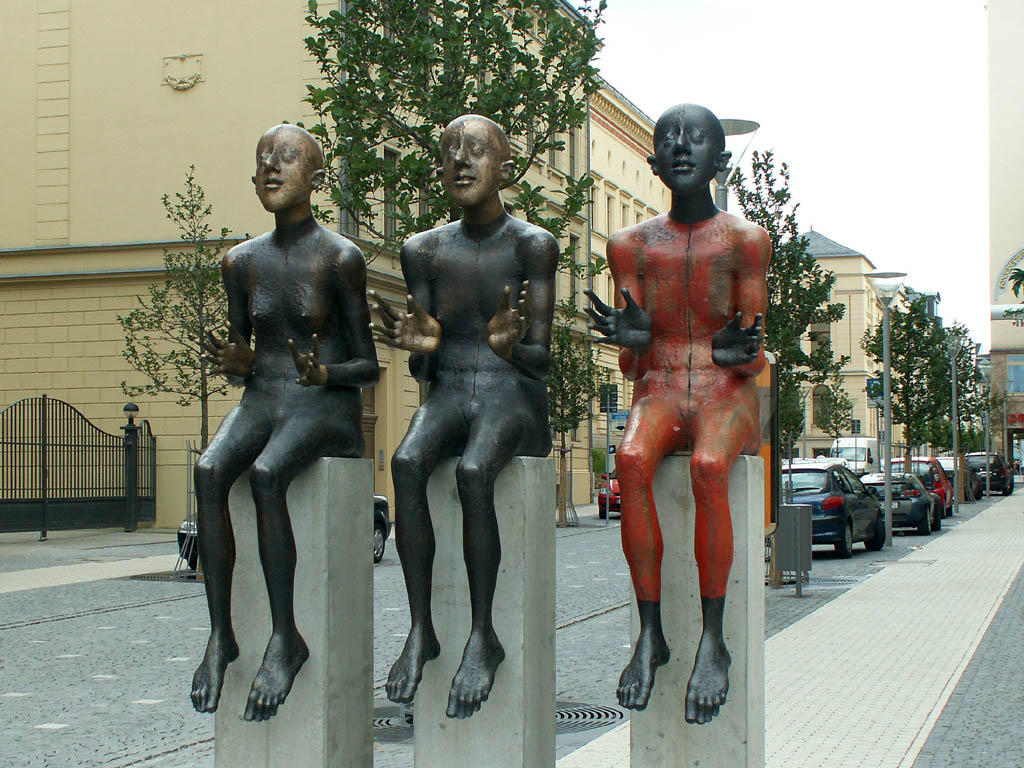
Für Toleranz (2001), Gera, Puschkinplatz

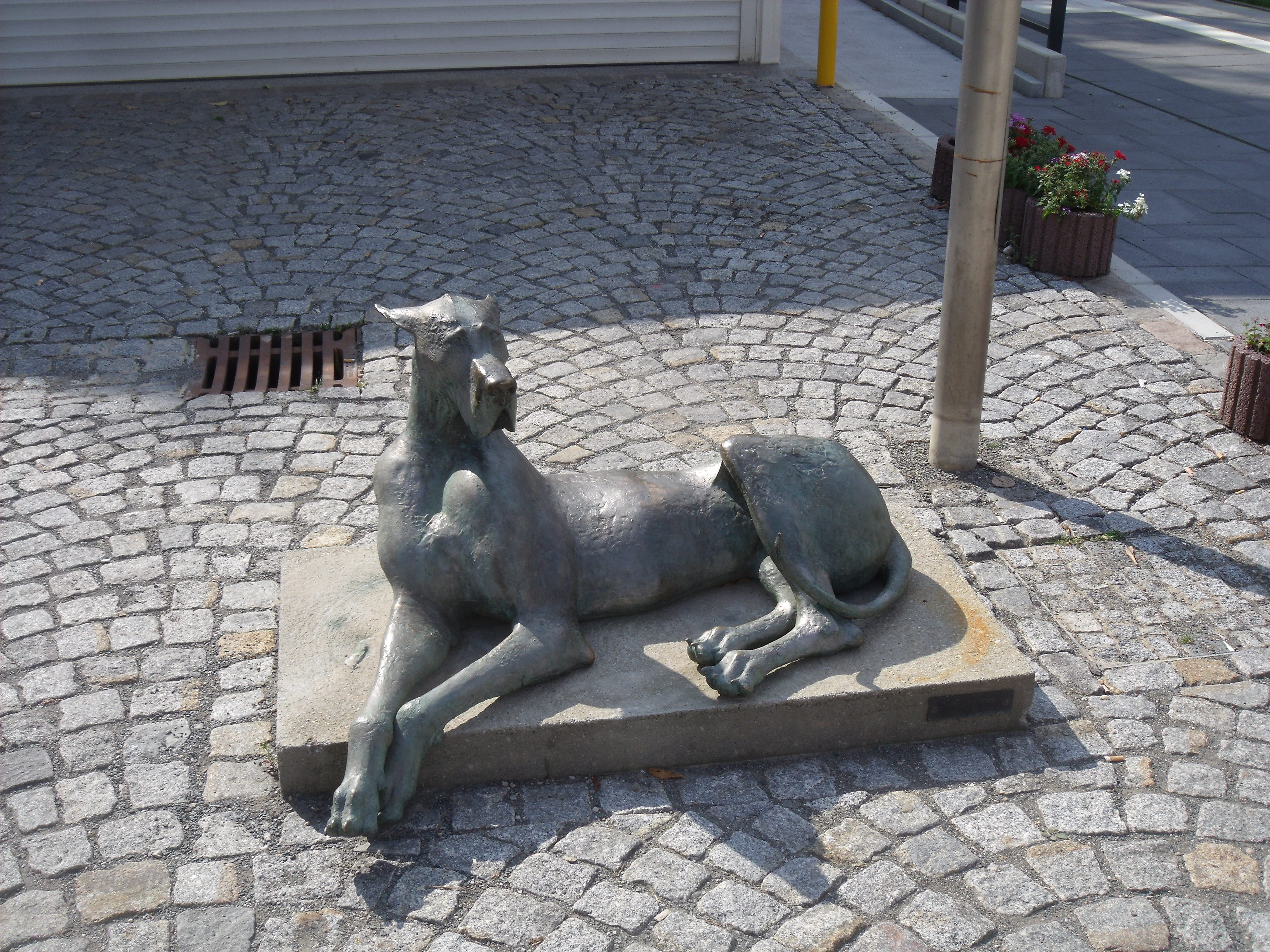
Dogge (1988), Gera, Hinter der Mauer

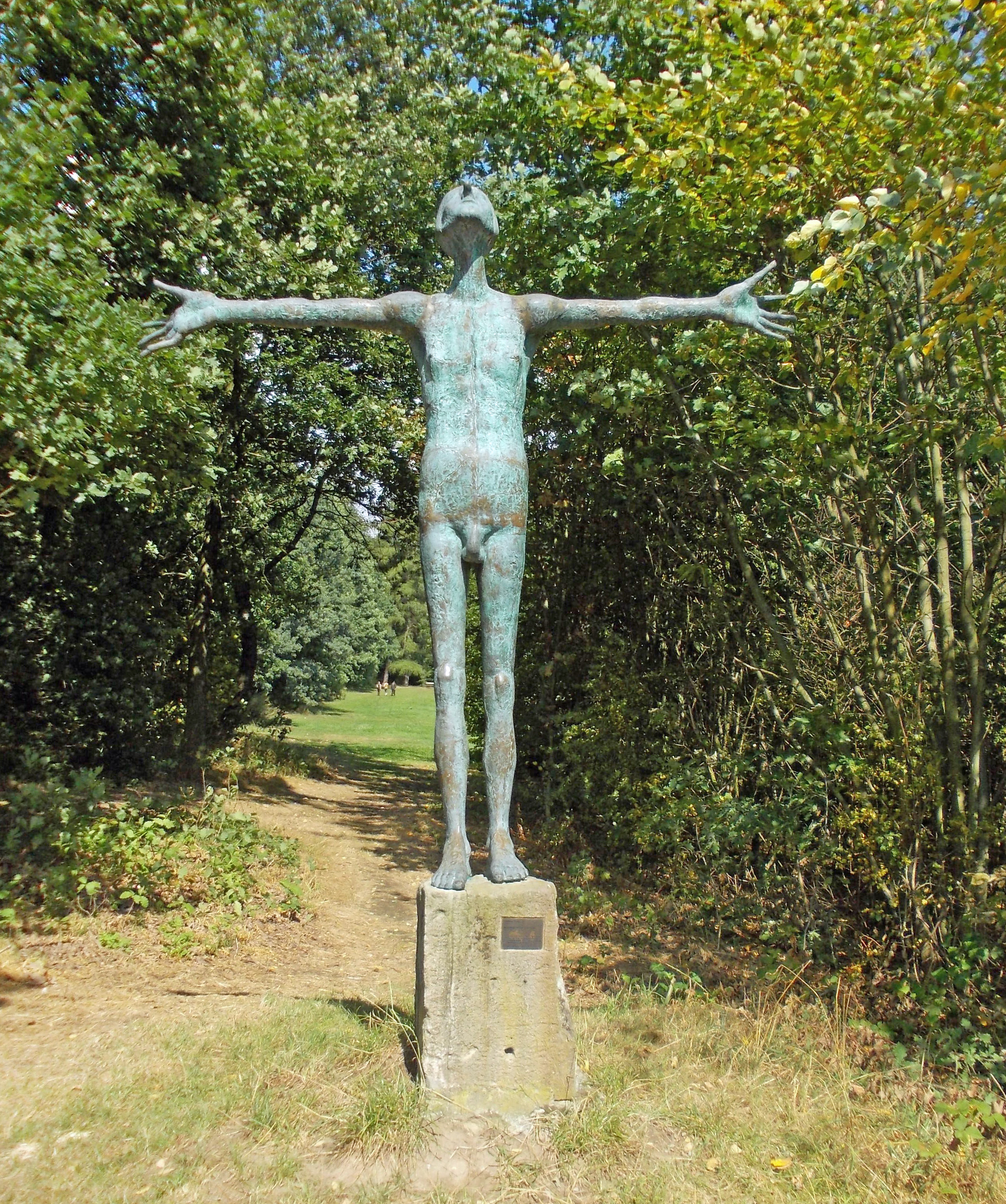
Mildenfurther Kreuzmensch, Grimma-Höfgen, Jutta-Park

Volkmar Kühn (* 27. Juli 1942 in Königsee) ist ein deutscher Bildhauer. Vor allem in Gera sind zahlreiche seiner Werke im öffentlichen Raum ausgestellt.

## Werdegang
Kühn absolvierte zunächst von 1956 bis 1958 eine Lehre zum Keramikmodelleur in der Porzellanmanufaktur Sitzendorf. Von 1959 bis 1963 studierte er unter Hellmuth Chemnitz in der Abteilung Plastik der Fachschule für angewandte Kunst in Leipzig. Nach dem Studium arbeitete er zunächst als Tierpfleger im Leipziger Zoo. Ab 1964 war er als freischaffender Künstler in Gera tätig. Seit 1968 lebt und arbeitet er im ehemaligen Kloster Mildenfurth bei Wünschendorf/Elster. Er ist mit der Grafikerin Marita Kühn-Leihbecher (* 1944) verheiratet.
Kühn hatte in der DDR eine bedeutende Zahl von Einzelausstellungen und war auf vielen wichtigen zentralen und regionalen Ausstellung vertreten, u. a. 1972/1973, 1982/1983 und 1987/1988 auf den Kunstausstellungen der DDR in Dresden.
2015 übernahm das Thüringer Landesmuseum Heidecksburg – finanziert durch die Sparkassen-Kulturstiftung Hessen-Thüringen – einen umfangreichen Vorlass des Künstlers aus 56 Kleinplastiken und einer lebensgroßen Pferdeplastik. Diese wurde im April 2015 auf der Mittleren Schlossterrasse der Heidecksburg aufgestellt.
in Nachbarschaft zum Mildenfurther Klosterensemble schuf Kühn aus einem ehemaligen Getreidespeicher eine Ausstellungshalle für seine Werke und die seiner Frau. Im Juni 2022 wurde diese „Kunstspeicher Mildenfurth“ genannte Einrichtung eröffnet.

## Werke im öffentlichen Raum

### Gera
- 1971: Sitzendes Paar, Bieblach, Dr.-Theodor-Neubauer-Straße, vor der Grundschule Am Bieblacher Hang
- 1972: Langhalsziege, im Tierpark
- 1982/85: An einem Sonntagnachmittag, Mohrenplatz, im Hof des Otto-Dix-Hauses
- 1986: Drei Grazien, Straße des Friedens, im Dahliengarten
- 1988: Dogge, Hinter der Mauer
- 1990: Am Abend, Nicolaistraße, im Botanischen Garten
- 1991/92: Reiterin (Brunnenfigur), Lusan, Rosenhof
- 1992: Tiertorso, Orangerieplatz, gegenüber der Orangerie
- 1994/95: Schreitende, Webergasse
- 2001: Für Toleranz, Puschkinplatz
- 2005: Geraer Löwe, Museumsplatz, vor dem Stadtmuseum
- 2008: Großer Schritt, Theaterplatz, vor der Bühne am Park

Nicht erhalten:
- 1965: Paviangruppe, Bieblach, Glück-Auf-Weg, 2012 zerstört
- 1975: Wildsau, Lusan, Saalfelder Straße, in den 1990er Jahren zerstört
- 2004: Stehende Frau, Ostfriedhof, Grabstätte Uwe Reinhöfer, 2012 entwendet

### Andere Orte (Auswahl)
Berlin:
- 1996: Dogge, an der Cafeteria im Tierpark

Erfurt:
- 2002: Kleiner Mildenfurther Kreuzmensch, am Portal der Reglerkirche

Grimma:
- Mildenfurther Kreuzmensch, Höfgen, im Jutta-Park

Ilmenau:
- Bronzeplastik am Apothekerbrunnen
- Ziegenbrunnen

Paulinzella:
- 2015: Mildenfurther Kreuzmensch in der Ruine der Klosterkirche

## Fernsehporträts
- Lebensläufe: Volkmar Kühn – Der Herr der langen Finger, MDR, 2018 (Buch und Regie: Daniel Baumbach; Länge: 30 Minuten; Erstsendung: 20. September 2018).[4]